# Diabelski Staw koło Radomicka
Diabelski Staw koło Radomicka este o arie protejată (arie specială de conservare — SAC, sit de importanță comunitară — SCI) din Polonia întinsă pe o suprafață de 7,31 ha, integral pe uscat.

## Localizare
Centrul sitului Diabelski Staw koło Radomicka este situat la coordonatele 52°08′12″N 14°59′41″E / 52.1368°N 14.9947°E.

## Înființare
Situl Diabelski Staw koło Radomicka a fost declarat sit de importanță comunitară în octombrie 2009 pentru a proteja 2 specii de animale. Situl a fost protejat și ca arie specială de conservare în februarie 2017.

## Biodiversitate
Situată în ecoregiunea continentală, aria protejată conține 6 habitate naturale: Ape stătătoare oligotrofe până la mezotrofe, cu vegetație de Littorelletea uniflorae și/sau de Isoëto-Nanojuncetea, Lacuri eutrofice naturale cu vegetație de tip Magnopotamion sau Hydrocharition, Turbării active, Mlaștini turboase de tranziție și turbării mișcătoare, Depresiuni pe substraturi de turbă de Rhynchosporion, Mlaștini împădurite.
La baza desemnării sitului se află mai multe specii protejate:
- amfibieni (1): triton cu creastă (Triturus cristatus)
- nevertebrate (1): libelule (Leucorrhinia pectoralis)